# Žužići (Tinjan)
Žužići is een plaats in de gemeente Tinjan in de Kroatische provincie Istrië. De plaats telt 110 inwoners (2001).